# アネクドテン
アネクドテン（Anekdoten、アネクドーテン）は、スウェーデン出身のプログレッシブ・ロック・バンド。
1970年代の「キング・クリムゾン」を彷彿とさせ、原点回帰の現代版といえるプログレを実践する北欧のグループ。メロトロンの使用とベースによる、ヘヴィでラウドなスタイルを展開している。

## 概要・略歴

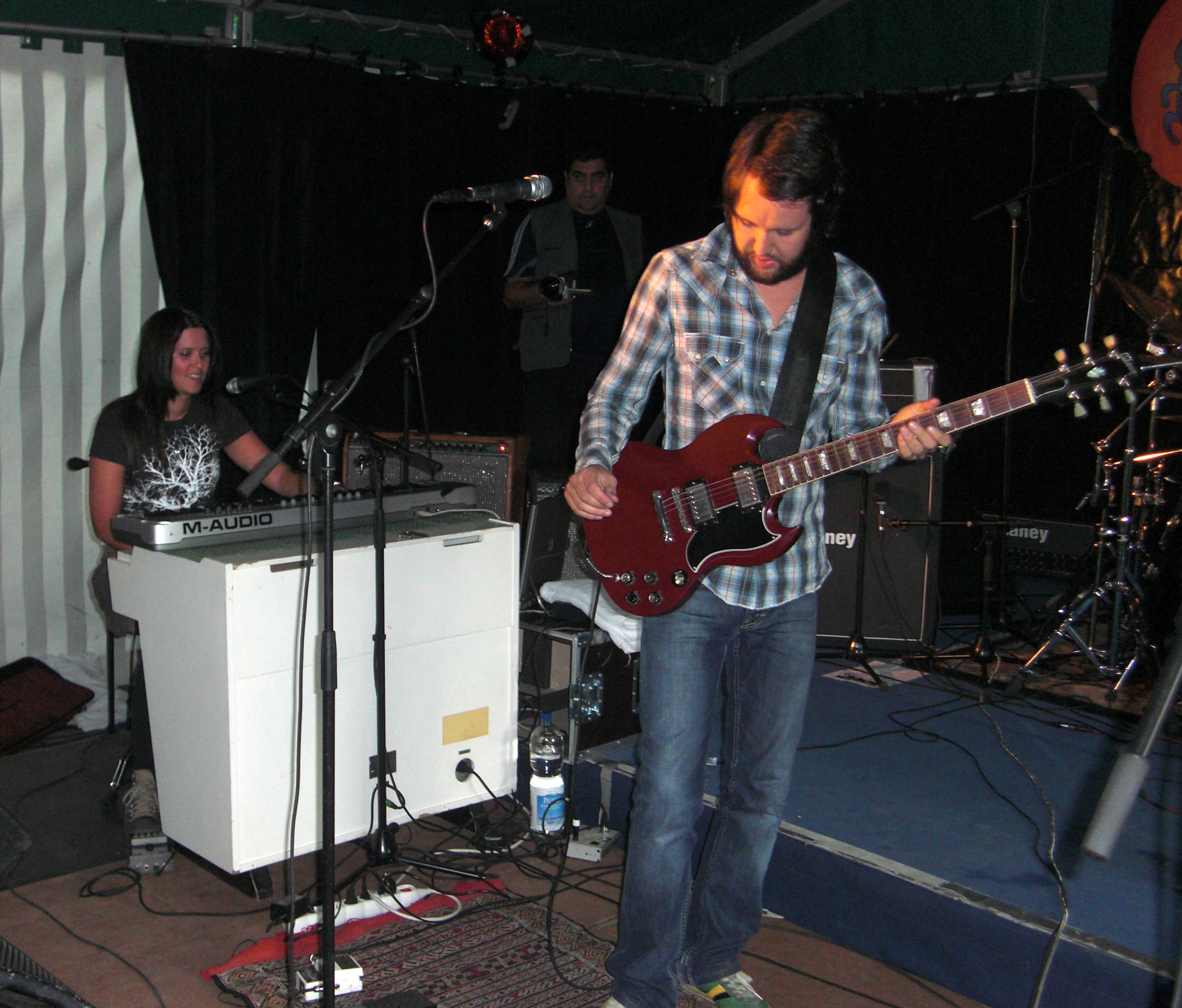
スウェーデン・ヨーテボリ公演 (2008年8月)

1990年、ニクラス・バーカー、ヤン・エリク・リジェストローム、ピーター・ノルディンがロックバンド「King Edward」を結成。プログレッシブ・ロック・バンド「キング・クリムゾン」のカバーを主体としていた。
1991年、母国の音楽イベントに出演した際、そこで見かけたアンナ・ソフィ・ダールバーグのプレイに感銘を受けたメンバーは、彼女をスカウトする。その後バンド名を「アネクドテン｣(Anekdoten）と改名し、心機一転して再スタートを切る。
1993年、自主レーベルからの1stアルバム『暗鬱 (Vemod)』でデビュー。メロトロンを駆使していた頃の「キング・クリムゾン」を意識したサウンドが話題となり、欧州での配給が実現する。
1995年、2ndアルバム『ニュークリアス』を発表。これが「キング・クリムゾン」の代表作『太陽と戦慄』や『レッド』のヘヴィナンバーを彷彿とさせ、特に日本などで更なる高い評価を得る。そして日本でも専門レーベル「Arcángelo｣(ディスクユニオン傘下）と国内契約が決まった。
1996年から欧州ツアーを展開し、翌1997年に日本限定のライブEPをリリース及び初来日公演。この公演の模様は、ライブ・アルバム『ライヴ・イン・ジャパン』として翌年に発表した。
3rd『フロム・ウィズイン』(1999年)、4th『グラヴィティー』(2004年)、5th『タイム・オブ・デイ』(2007年)と、コンスタントに作品リリースを重ね精力的にこなすが、2009年に発表したコンピレーション作品を最後に活動が停滞した。
2013年頃からライブ活動を再開し、5年ぶりに来日。新たな作品の制作にも着手する。
2015年、8年ぶりの6thアルバム『斜陽の館 (Until All The Ghosts Are Gone)』を発表。同年に来日公演。

## メンバー
- ニクラス・バーカー (Nicklas Barker) - ギター、ボーカル (1991年- )
- ヤン・エリク・リジェストローム (Jan Erik Liljeström) - ベース、ボーカル (1991年- )
- アンナ・ソフィ・ダールバーグ (Anna Sofi Dahlberg) - チェロ、メロトロン、キーボード (1991年- )
- ピーター・ノルディン (Peter Nordins) - ドラムス (1991年- )

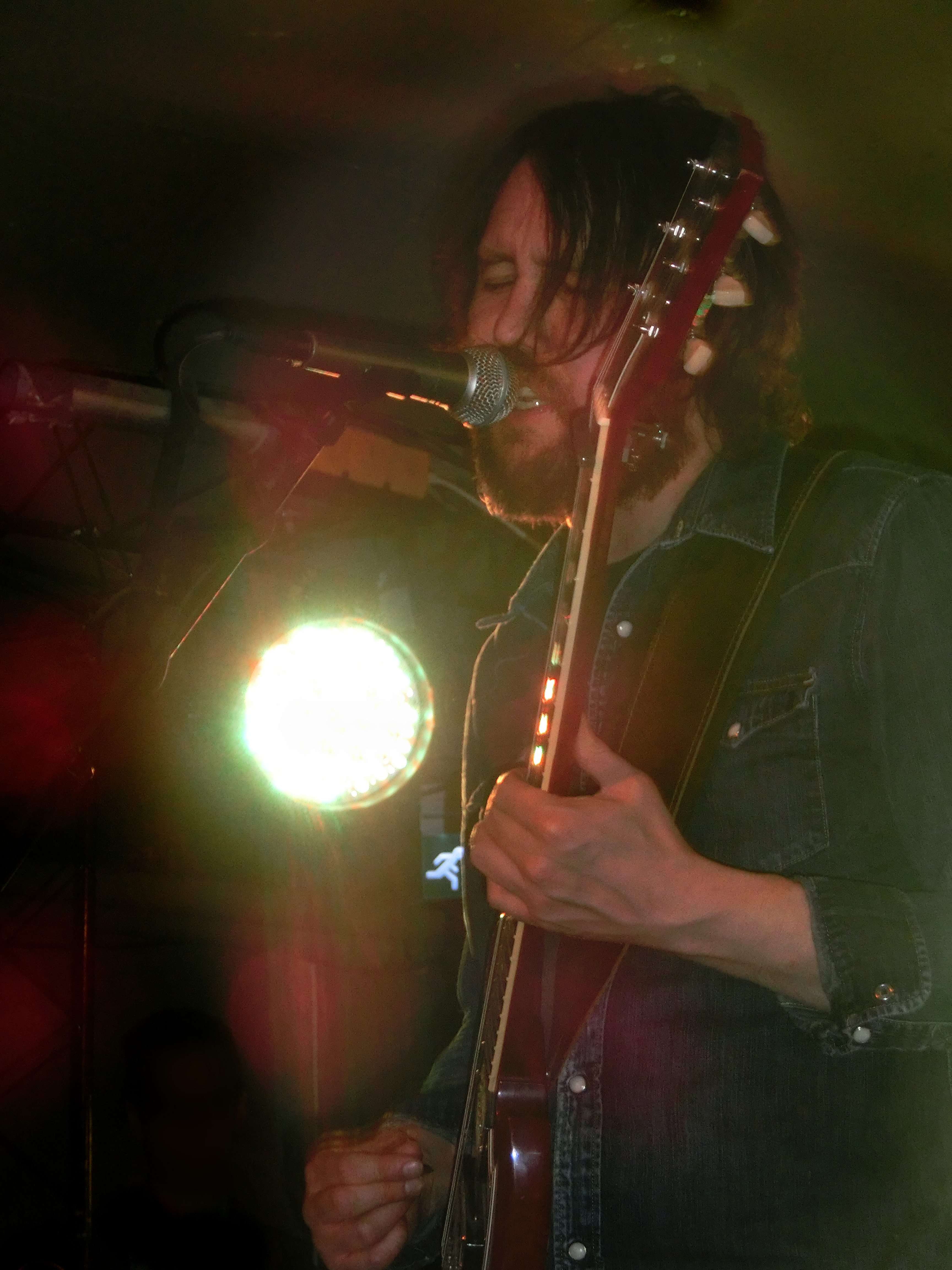
ニクラス・バーカー (2016年)
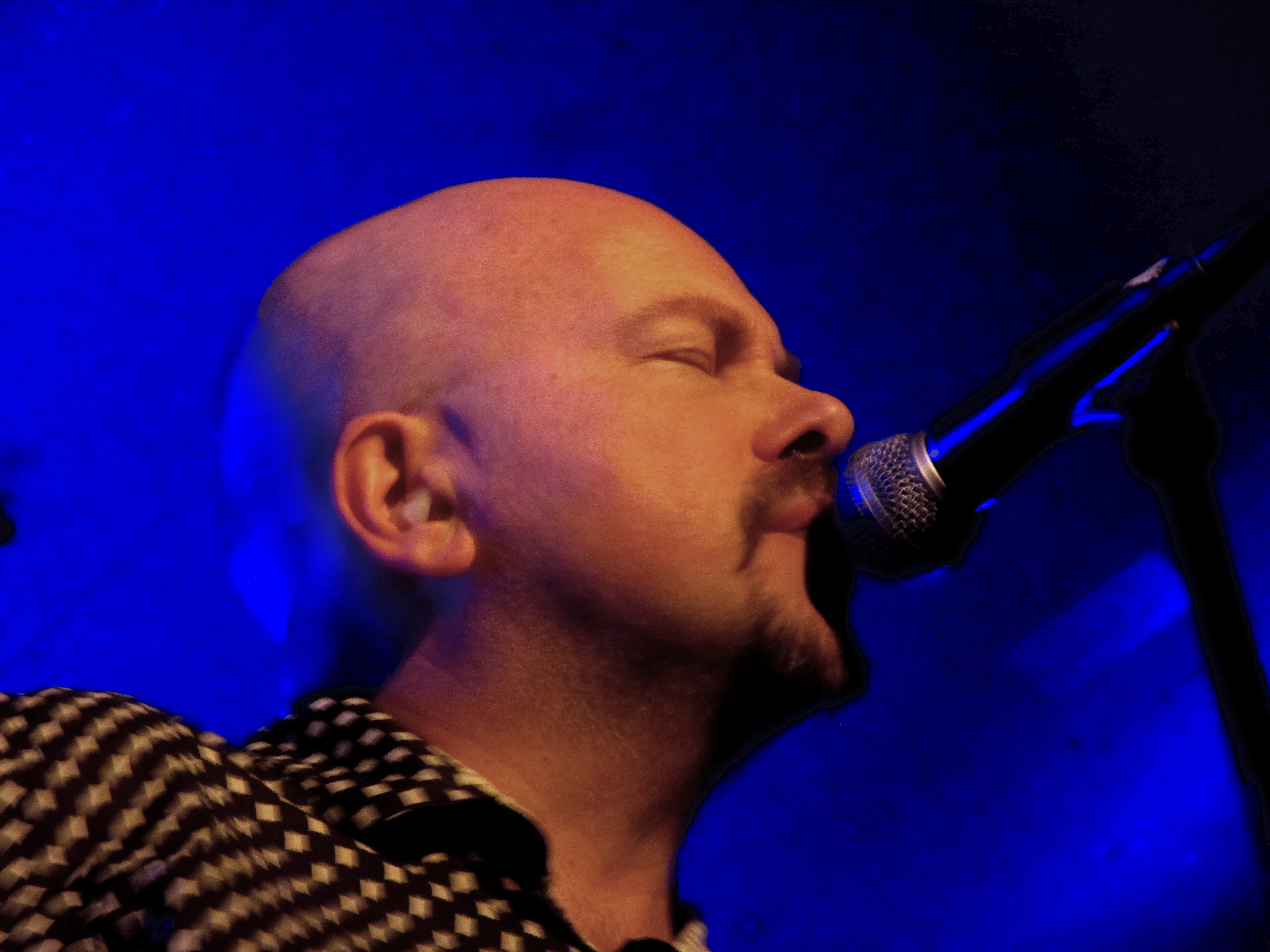
ヤン・エリク・リジェストローム (2016年)
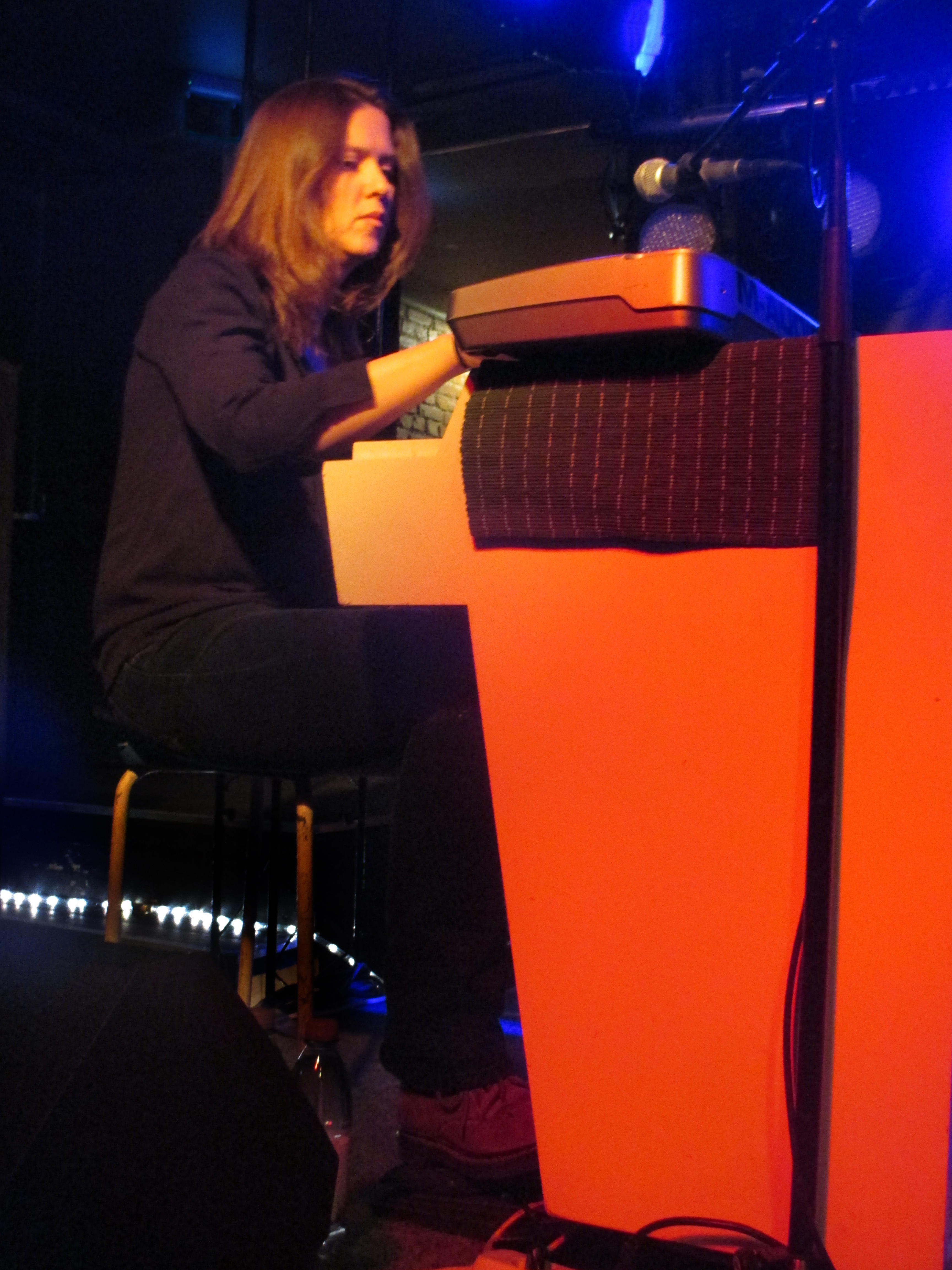
アンナ・ソフィ・ダールバーグ (2016年)
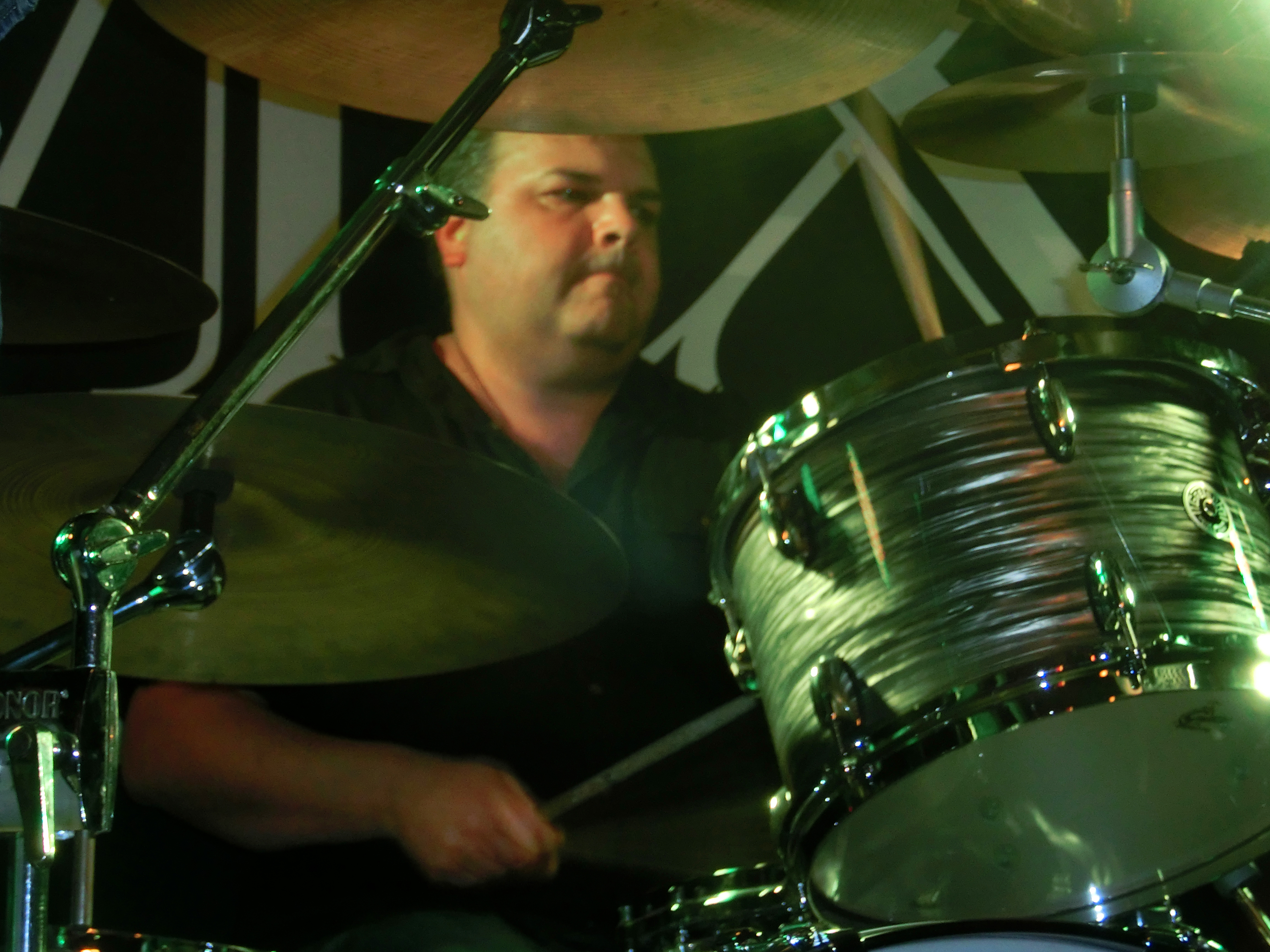
ピーター・ノルディン (2016年)

## 日本公演
- 1997年 : 10月11日、12日 On Air West
- 2005年 : 2月25日、26日 東京キネマ倶楽部
- 2008年 : 1月11日 新宿Motion / 1月12日、13日 初台DOORS / 1月14日 代官山UNIT
- 2013年 : 1月11日 川崎CLUB CITTA'
- 2015年 : 11月8日 竹芝ニューピアホール

## ディスコグラフィ

### スタジオ・アルバム
- 『暗鬱』 - Vemod (1993年)
- 『ニュークリアス』 - Nucleus (1995年)
- 『フロム・ウィズイン』 - From Within (1999年)
- 『グラヴィティー』 - Gravity (2004年)
- 『タイム・オブ・デイ』 - A Time Of Day (2007年)
- 『斜陽の館』 - Until All The Ghosts Are Gone (2015年)

### ライブ・アルバム
- 『ライヴEP』 - Live EP (1997年)
- 『ライヴ・イン・ジャパン』 - Official Bootleg: Live in Japan (1998年)
- 『ウェイキング・ザ・デッド〜ライヴ・イン・ジャパン 2005』 - Waking the Dead, Live in Japan 2005[9] (2008年)

### コンピレーション・アルバム
- 『チャプターズ』 - Chapters (2009年)